# David Larson
David Erwin Larson (* 25. Juni 1959 in Jesup, Georgia) ist ein ehemaliger Schwimmer aus den Vereinigten Staaten, der eine olympische Goldmedaille gewann. Bei Panamerikanischen Spielen erschwamm er zwei Goldmedaillen und eine Silbermedaille.

## Karriere
David Larson besuchte die University of Florida und graduierte dort in Soziologie. 1979 und 1981 gewann er die Collegemeisterschaften der Vereinigten Staaten mit der Freistilstaffel seiner Universität.
Bei den Schwimmweltmeisterschaften 1978 schwamm Larson im Vorlauf sowohl der 4-mal-100-Meter-Freistilstaffel als auch der 4-mal-200-Meter-Freistilstaffel. Beide Staffeln gewannen im Endlauf den Titel. Im Jahr darauf bei den Panamerikanischen Spielen 1979 in San Juan gewann er den Titel mit der 4-mal-200-Meter-Freistilstaffel und wurde hinter seinem Landsmann Rowdy Gaines Zweiter über 200 Meter Freistil. Über 400 Meter Freistil belegte er den fünften Platz. 1980 hätte Larson an den Olympischen Spielen in Moskau teilnehmen sollen. Die Olympiamannschaft aus den Vereinigten Staaten trat allerdings wegen des Olympiaboykotts nicht an.
1983 gewann Larson erneut die Goldmedaille mit der 4-mal-200-Meter-Freistilstaffel bei den Panamerikanischen Spielen in Caracas. Bei den Olympischen Spielen 1984 in Los Angeles erreichte die Staffel mit Geoffrey Gaberino, David Larson, Bruce Hayes und Richard Saeger das Finale in der Weltrekordzeit von 7:18,87 Minuten. Im Endlauf verbesserten Michael Heath, David Larson, Jeff Float und Bruce Hayes den Weltrekord auf 7:15,69 Minuten und gewannen die Goldmedaille mit 0,04 Sekunden Vorsprung vor der Staffel aus der Bundesrepublik Deutschland. Neun Sekunden hinter diesen beiden Staffeln erhielten die Briten die Bronzemedaille. Gaberino und Saeger erhielten für ihren Vorlaufeinsatz ebenfalls eine Goldmedaille, diese Regelung wurde 1984 erstmals bei Olympischen Spielen angewendet.
David Larson war später im Sportmarketing tätig.